# Indios Limoneros de Cuitláhuac
Los Indios Limoneros de Cuitláhuac fue un equipo de béisbol que participó en la Liga Invernal Veracruzana con sede en Cuitláhuac, Veracruz, México.

## Historia
Los Indios Limoneros de Cuitláhuac debutarán en la LIV para la Temporada 2011-2012.

### Inicios
Los Indios Limoneros de Cuitláhuac han participado en otras ligas, y por primera vez formarán parte de la LIV.

### Actualidad
Forman parte de la Zona Centro en la actual temporada de la LIV.

## Jugadores

### Roster actual
"Temporada 2011-2012"
| Lanzadores: - 5 Manuel Cárdenas Ramírez - 12 Silvio Ramírez Cano - 29 Eduardo Salgado Armas - 30 Horacio Martínez Fuentes - 36 Lauro Ramírez Camarillo - 52 Darwin Fragoza Castillo - 53 Ignacio Montaño Rodríguez - 54 Ignacio Flores - 55 Baudel Zambrano Salas - 56 Abraham Orozco Pacheco Receptores: - 11 Abraham González Martínez - 18 Ricardo López Rosas - 19 Juan Carlos García |  | Jugadores de Cuadro: - 9 Pascual Flores Cadeza - 10 Omar Mendoza López - 27 Eloy Arano - 35 Pedro Iván Díaz Acosta Jardineros: - 6 Gregorio Vázquez Rivera - 7 Alberto Querales - 16 Daniel Luna Alvarado - 24 Ricardo Soriano Beltrán - 81 Wilfrido Arano Mikovich Cuerpo Técnico: - Mánager: José Ramón Arano Tejeda - Coach: Juan Carlos Hernández Barandica - Coach: Horacio Martínez Malagón - Bat Boy: Baudel Díaz Jiménez |